# Chamerion
Chamerion o Chamaenerion (nombre más aceptado actualmente) es un género de plantas con flores con 14 especies de la familia  Onagraceae.

## Especies seleccionadas
- Chamerion angustifolium
- Chamerion caucasicum
- Chamerion colchicum
- Chamerion conspersum
- Chamerion danielsii
- Chamerion dodonaei
- Chamerion fleischeri
- Chamerion iranicum
- Chamerion latifolium
- Chamerion platyphyllum
- Chamerion prantlii
- Chamerion speciosum
- Chamerion stevenii
- Chamerion subdentatum